# René Herms
Pour les articles homonymes, voir Herms.
René Herms (né le 17 juillet 1982 à Dohna et mort le 9 janvier 2009 à Lohmen) est un athlète allemand, spécialisé dans le 800 mètres.

## Carrière
Il remporte une médaille d'argent du relais 4 × 400 m aux Championnats du monde junior d'athlétisme 2000, est sacré champion d'Europe junior en 2001 et finit septième aux Championnats d'Europe 2002. Herms participe aussi aux Championnats du monde en 2003 et 2005 ainsi qu'aux Jeux olympiques de 2004 sans toutefois atteindre une finale.
Son record personnel est de 1 min 44 s 14, établi en août 2004 à Munich.
Il meurt à Lohmen, en Allemagne, à l'âge de 26 ans, d'une attaque cardiaque,.

### Palmarès
| Date | Compétition                         | Lieu              | Résultat | Épreuve   | Performance   |
| ---- | ----------------------------------- | ----------------- | -------- | --------- | ------------- |
| 2000 | Championnats du monde juniors       | Santiago du Chili | 2e       | 4 × 400 m | —             |
| 2001 | Championnats d'Europe juniors       | Grosseto          | 1er      | 800 m     | 1 min 46 s 98 |
| 2002 | Championnats d'Europe               | Munich            | 7e       | 800 m     | 1 min 48 s 86 |
| 2003 | Coupe d'Europe des nations en salle | Leipzig           | 1er      | 800 m     | 1 min 48 s 65 |
| 2003 | Championnats d'Europe espoirs       | Bydgoszcz         | 1er      | 800 m     | 1 min 46 s 26 |
| 2004 | Coupe d'Europe des nations en salle | Leipzig           | 2e       | 800 m     | 1 min 49 s 14 |
| 2006 | Coupe d'Europe des nations en salle | Liévin            | 3e       | 800 m     | 1 min 50 s 06 |